# ميغيل غونزاليس (ملاكم)
ميغيل غونزاليس (بالإسبانية: Miguel González)‏ (12 أغسطس 1967 - ) هو ملاكم مكسيكي، صنّف ضمن فئة وزن الويلتر.

## روابط خارجية
- ميغيل غونزاليس على موقع بوكس ريك (الإنجليزية) (registration required)